# Isla de Coche

Coche im Staat Nueva Esparta

Isla de Coche ist die zweitgrößte der drei Inseln, die den venezolanischen Staat Nueva Esparta bilden, nach der viel größeren Isla Margarita und vor der nur spärlich bewohnten Insel Cubagua. Sie liegt etwa auf halbem Weg zwischen der Araya-Halbinsel und der Insel Margarita.

## Geographie
Die Insel ist relativ flach, steigt aber teils steil aus dem Meer auf, mit bis zu 61 Meter hohen Klippen.
Das Klima ist tropisch, mit einer Durchschnittstemperatur von etwa 27 bis 38 °C.
Hauptort ist San Pedro de Coche. Weitere Orte in der Gemeinde sind El Bichar, Guinima, El Amparo, El Guamache und La Uva.
Die Wirtschaft ist stark durch Tourismus geprägt.

## Geschichte
Die Insel wurde 1498 durch Christoph Columbus für Europa entdeckt. Erste Siedlungsversuche datieren auf das frühe 16te Jahrhundert. Vorher wurde die Insel von früheren Bewohnern der durch einen Hurrikan zerstörten Stadt Nueva Cádiz auf Cubagua besiedelt. Diese Bewohner, zumeist Perlentaucher, verließen Coche 1574.
1725 verschlug es drei Siedler aus Jamestown (Virginia), die nach einem Aufstand gegen den englischen Lord Dunbury an Bord eines Piratenschiffs geflüchtet waren, auf die Insel, darunter John (Jan) Bober. Das Schiff sank nahe der venezolanischen Küste, wobei John Bober und zwei weitere Männer von Arawak als Sklaven gefangen genommen wurden, nachdem sie sich schwimmend auf die Insel gerettet hatten. Nach einer Schlacht mit Spaniern, die von der Insel Margarita aus operierten, verließen die Arawak aus Furcht vor spanischer Rache mit ihren Sklaven die Insel, und ließen sich in Serima nieder, ein Arawak-Dorf am rechten Orinoco-Ufer.
Die Wiederbesiedlung von Coche begann im 19. Jahrhundert.

## Verwaltung
Die Insel Coche ist identisch mit der Gemeinde Villalba, eine der elf Gemeinden des Staates Nueva Esparta. Die Gemeinde ist untergliedert in zwei Kirchspiele (parroquias, Bevölkerung 1990):
- Parroquia Capital Villalba (Area Capital San Pedro de Coche) (Nordwesten) (4192)
- Parroquia Vicente Fuentes (Südosten, Hauptort Guinima) (3028)

## Bildergalerie

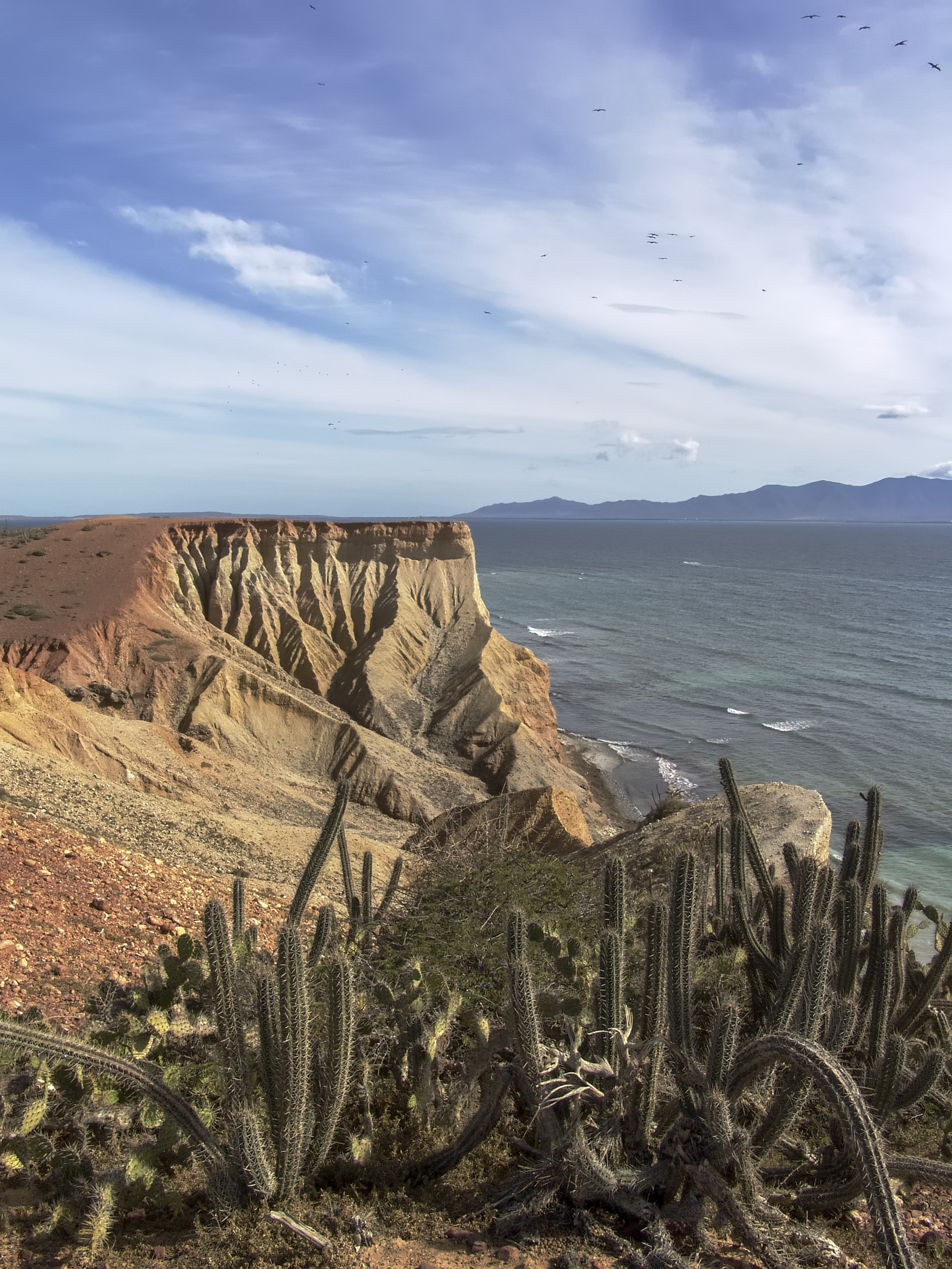
El Coco
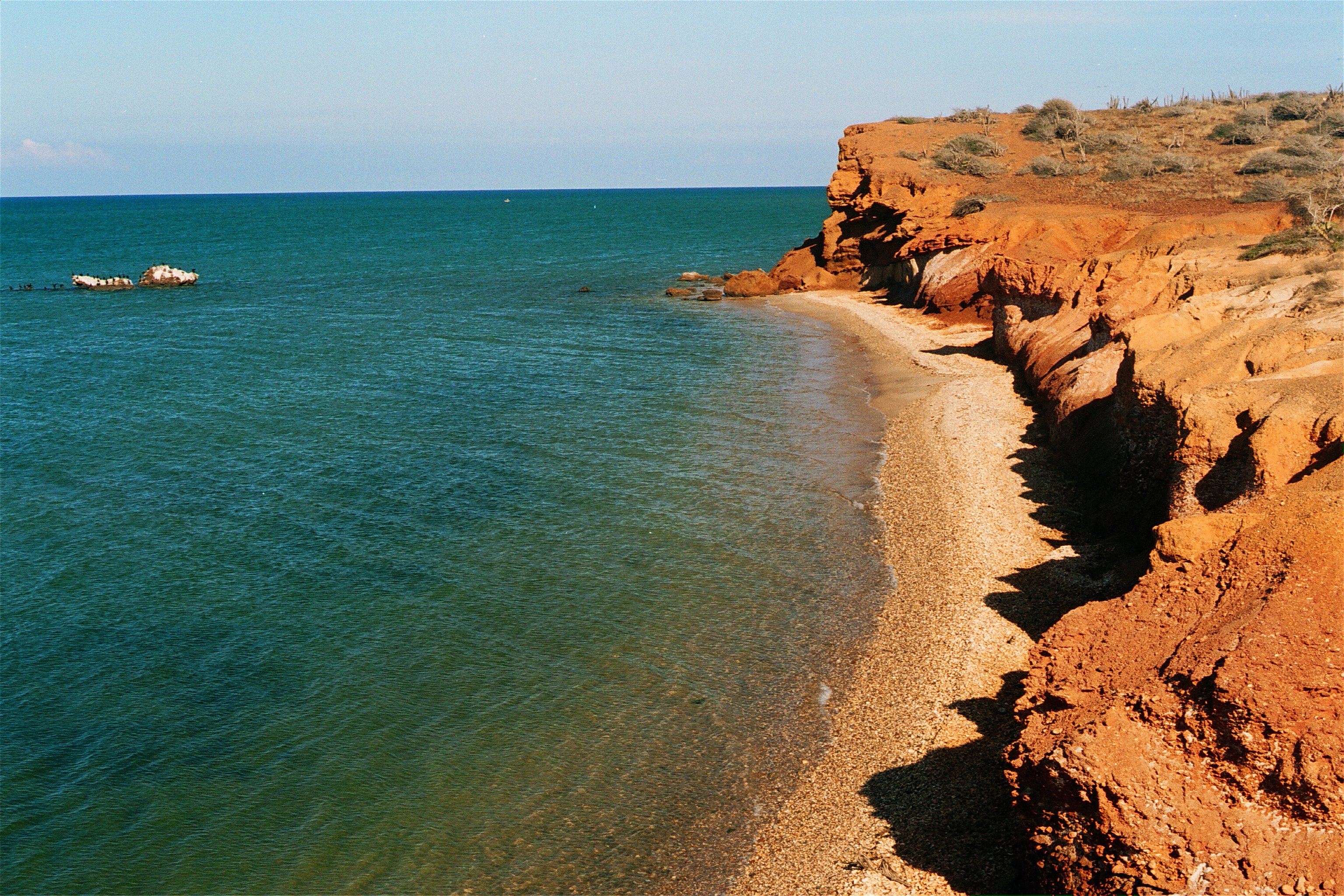
El Amor Beach
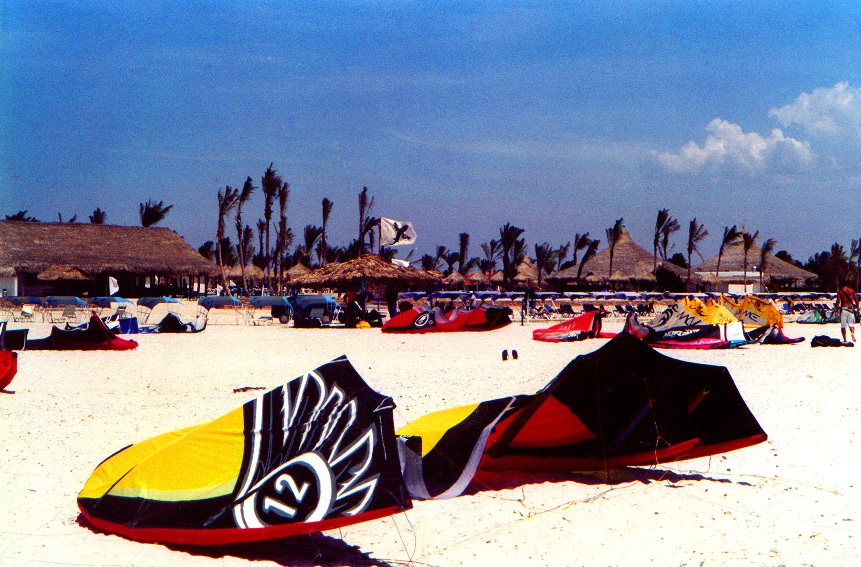